# Lycodon albofuscus
Lycodon albofuscus – gatunek węża z rodziny połozowatych (Colubridae). Występuje w Azji Południowo-Wschodniej – w południowej Tajlandii, Malezji i Indonezji.